# 1742 a tudományban
Az 1742. év a tudományban és a technikában.

## Díjak
- Copley-érem: Christopher Middleton

## Születések
- május 18. - Lionel Lukin feltaláló († 1834)
- július 1. - Georg Christoph Lichtenberg tudós († 1799)
- december 3. - James Rennell geográfus († 1830)
- december 9. - Carl Wilhelm Scheele német származású svéd kémikus,  Priestleyvel egyidejűleg felfedezte az oxigént († 1786)

## Halálozások
- január 14. - Edmond Halley fizikus, csillagász, geofizikus, matematikus, meteorológus (* 1656).
- szeptember 22. - Frederic Louis Norden. felfedező (* 1708)